# Secunda Giedi
Secunda Giedi eller Alfa2 Capricorni, α2 Capricorni, (förkortat Alfa2 Cap, α2 Cap) som är stjärnans Bayerbeteckning, är en trippelstjärna belägen i den nordvästra delen av stjärnbilden Stenbocken. Den har en kombinerad skenbar magnitud på 3,57, är synlig för blotta ögat och utgör en del av den dubbla stjärnan Alfa Capricorni tillsammans med Prima Giedi. Baserat på parallaxmätning inom Hipparcosuppdraget på ca 30,8 mas, beräknas den befinna sig på ett avstånd av ca 106 ljusår (ca 32 parsek) från solen.

## Nomenklatur
Alfa2 Capricorni har de traditionella namnen Secunda Giedi eller Algiedi Secunda och delade namnet Algedi, som kommer från arabiska الجدي al-jadii, "geten", med Alfa¹ Capricorni. År 2016 organiserade Internationella astronomiska unionen en arbetsgrupp för stjärnnamn (WGSN) med uppgift att katalogisera och standardisera riktiga namn för stjärnor. WGSN fastställde namnet Algedi för Alfa² Capricorni den 21 augusti 2016 vilket nu är inskrivet i IAU:s Catalog of Star Names.

## Egenskaper
Prima Giedi är en gul till vit jättestjärna av spektralklass G8.5 III-IV, vilket anger att spektrumet uppvisar blandade egenskaper hos en jätte- och underjättestjärna. I en ålder av ca 1,3 miljarder år ligger den för närvarande på den röda jättegrenen och genererar energi genom kärnfusion av väte i ett skal som omger en inert kärna av helium. Den har en massa som är omkring dubbelt så stor som solens massa, en radie som är ca 8,4 gånger så stor som solens och utstrålar från dess fotosfär ca 40 gånger mera energi än solen vid en effektiv temperatur på ca 5 000 K.
Följeslagarna, komponenterna Alfa2 Capricorni B och Alfa2 Capricorni C, bildar en dubbelstjärna och kretsar kring varandra med en period på ca 244 år. Båda stjärnorna har en massa som är omkring hälften av solens massa. De kretsar kring primärstjärnan med en beräknad period på cirka 1 500 år. År 2010 hade paret en separation på 6,6 bågsekunder från primärstjärnan vid en positionsvinkel på 196°.